# Пти-Питон
Пти-Питон — одна из двух гор вулканического происхождения, расположенных на юго-западе Сент-Люсии — островного государства в Вест-Индии. Находится к югу от города Суфриер. Высота — 738 метров над уровнем моря. Вместе с горой Грос-Питон является официальным символом Сент-Люсии и входит в список Всемирного наследия ЮНЕСКО.
Пти-Питон, как и Грос-Питон, входят в состав Суфриерского вулканического комплекса, представляющего собой остатки одного или нескольких крупных стратовулканов. Вблизи горы имеется целый ряд серных фумарол и термальных источников. Склоны Пти-Питона покрыты влажными тропическими лесами (ближе к вершинами приобретающими черты субтропических). Природные комплексы вершины благодаря её обрывистости мало тронуты человеческой деятельностью, здесь насчитывается по меньшей мере 97 видов растений.